# Huesa del Común
Huesa del Común es una villa y municipio de la provincia de Teruel, Aragón, España, de la comarca de las Cuencas Mineras. Tiene un área de 61,40 km² con una población de 69 habitantes (INE 2020) y una densidad de 1,64 hab/km². Incluye también el pueblo de Rudilla, incorporado a su término municipal desde 1977.

## Geografía
Situada en las estribaciones de la sierra de Oriche, en el Sistema Ibérico, ya cerca de la depresión del Ebro. Huesa está emplazada en la carretera A-2514 Fonfría-Huesa del Común-Cortes de Aragón. Acostada en la falda de un farallón rocoso, que domina imponente su castillo. Dos ríos transcurren por su término: el río Aguasvivas, que pasa por la localidad, definiendo un cañón natural calizo de gran belleza, el Almadeo y el río Marineta, de caudal constante que nace en Yerna a los pies de la muela de Anadón. Huesa fue antiguamente llamada Ossa y aún conserva los restos de un imponente castillo roquero de la época musulmana, el Castillo de Peñaflor, así como un puente de origen bajomedieval sobre el río Aguasvivas. Huesa también es conocida por su alfarería (extinta desde finales del siglo XX),escuela de escalada y sus ferratas véase vía ferrata.

## Historia
Los datos arqueológicos más antiguos de presencia humana se remontan al paleolítico superior cuando grupos de cazadores pudieron utilizar la cueva de la Canal como refugio. Hallazgos de diverso material lítico como puntas de flecha, raederas, puntas de venablo y perforadores se han dado en la cueva de la Canal y en las terrazas de Royales sobre el río Aguasvivas. 
En 1328, Alfonso IV vendió Huesa y sus aldeas a la familia Luna. A lo largo del siglo XVI, el señorío, tras pasar por diversas manos compró al rey su liberación pasando a ser lugar de realengo y a formar la Sesma de la Honor de Huesa en la Comunidad de Aldeas de Daroca, comunidad de aldeas que en 1838 fue disuelta.
Huesa sufrió durante el siglo XIX por ser escenario de escaramuzas y acciones de guerra en las guerras de la Independencia, el Trienio Liberal y las guerras Carlistas, cuando según conservó Salvador Gisbert Gimeno, se destruyó su castillo medieval.
Huesa del Común ha dejado a la historia de la artesanía popular una cantareria de relativa difusión en la región, de colores cálidos y formas prácticas. En Huesa los artesanos se agruparon en un barrio próximo al río, frente al pueblo, que conserva el nombre de Las Ollerías. Pervivían nueve alfarerías a comienzos del siglo XX. Quedan restos de los alfares y hornos. El oficio permaneció hasta finales del siglo XX, cuando murió Pablo Benedicto, el último alfarero, en 1995.
Se conservan ejemplos en varias instituciones culturales, como el Museo de Zaragoza. Sección de Cerámica; el Museo Provincial de Teruel; y el Museo de la cerámica popular, en L'Ametlla de Mar (Tarragona).

## Demografía
Huesa del Común cuenta con una población de 57 habitantes (INE 2024).
| Gráfica de evolución demográfica de Huesa del Común entre 1842 y 2021 |
| |
| Población de derecho según los censos de población del INE Población de hecho según los censos de población del INEEn estos censos se denominaba Huesa: 1842, 1857 y 1860 Entre el censo de 1981 y el anterior, crece el término del municipio porque incorpora a 44202 (Rudilla) |

## Administración y política
| Período   | Alcalde                        | Partido |  |
| --------- | ------------------------------ | ------- |  |
| 1979-1983 | Emiliano Pradas Herrando       | UCD     |  |
| 1983-1987 |                                |         |  |
| 1987-1991 |                                |         |  |
| 1991-1995 |                                |         |  |
| 1995-1999 |                                |         |  |
| 1999-2003 |                                |         |  |
| 2003-2007 |                                |         |  |
| 2007-2011 | María Ermerinda Sinués Burillo |         |  |
| 2011-2015 | María Ermerinda Sinués Burillo | PAR     |  |

| Partido político    | Partido político                                   | 2003   | 2007   | 2011   | 2015   |
| Partido político    | Partido político                                   | Ediles | Ediles | Ediles | Ediles |
|                     | Partido Aragonés (PAR)                             | 2      | 2      | 1      | 1      |
|                     | Partido de los Socialistas de Aragón (PSOE-Aragón) | 2      | 1      | 1      | 1      |
|                     | Ciudadanos (CS)                                    | —      | —      | —      | 1      |
|                     | Partido Popular de Aragón (PP)                     | 1      | 2      | 1      | —      |
|                     | Compromiso con Aragón (CA)                         | —      | —      | 0      | —      |
|                     | Chunta Aragonesista (CHA)                          | —      | 0      | —      | —      |
| Total de concejales | Total de concejales                                | 5      | 5      | 3      | 3      |